# Aunque la hormona se vista de seda
Aunque la hormona se vista de seda es una película cómica española

## Argumento
Don Fermín (Manuel Summers) tiene una farmacia donde trabaja Paloma (Ana Belén), pero él rehúye constantemente a las mujeres. Un buen día ayuda a un hombre, Bienvenido (Alfredo Landa), y este decide ayudarle a su vez para que le empiecen a gustar las mujeres.
- Datos: Q5711899